# (5627) 1991 MA
(5627) 1991 MA là một tiểu hành tinh nằm ở rìa trong của vành đai chính. Nó được phát hiện bởi Robert H. McNaught ở Đài thiên văn Siding Spring ở Canberra, Australia, ngày 16 tháng 6 năm 1991.